# Хидрография на Северна Македония
Хидрографията на Северна Македония са географските особености на Северна Македония, които се отнасят до водите и техните потоци. Около 2% от територията на Северна Македония е под водна повърхност. Има около 35 реки и 53 естествени и изкуствени езера. Според количествата на водните ресурси Северна Македония принадлежи към района със задоволителни водни ресурси, но с много голямо неравномерно разпределение. Реките принадлежат към 6 водосборни зони: река Вардар 20 535 km2, река Черни Дрин 3350 km2, река Струмешница 1535 km2, Дойранско езеро 120 km2, река Лебница 129 km2 и река Биничка Морава 44 km2.
Прехвърлянето на вода от един басейн в друг има от басейна на река Радика в басейна на река Вардар (през ВЕЦ „Маврово“) и от басейна на река Брегалница в басейна на река Струмица (от язовир Мантово).

## Категоризация на водата в Северна Македония
Водите се делят на следните категории:
- Подземни води от всички нива
- Реки
- Естествени и изкуствени езера

## Потребности за ползватели на вода
- Вода за населението и за комунални нужди
- Вода за промишлеността
- Вода за селското стопанство

## Басейнови зони
Реките принадлежат към три водосборни района: Егейско, Адриатическо и Черноморски басейн. Егейският речен басейн е най-големият и обхваща 87% от общата територия на Северна Македония, като най-важните реки в този басейн са реките Вардар и Струмица. Адриатическият басейн обхваща около 13% от територията на Северна Македония и най-важната река е Черен Дрим.
Разпределени са доста неравномерно, така че в западната част има по-големи количества вода. Средното общо количество вода в Северна Македония е 6,63 милиарда m3 вода, която се влива в басейните на следните реки: Вардар (4,77милиарда m3), Струмица (0,18 милиарда m3) и Черн Дрим (1,68 милиарда m3). Реките са с високо водно ниво през пролетните и есенните месеци и ниско лятно време. Тези басейни имат повече от тридесет извора с дебит над сто л/сек, които са основният източник на питейна вода. Графикът на използване на водните ресурси е както следва: тридесет и четири% се използват за напояване, единадесет% за промишленост и десет% за населението, а останалото е за биологичния минимум. Но планът за използване на водата е стар и неефективен. По този начин могат да се посочат проблеми: лошо дефиниран биологичен минимум, който не осигурява условия за оцеляване на рибите в тях и спорове между някои потребители в източната част на Македония относно използването на водата. Хидрометеорологичният институт отговаря за мониторинга на водните ресурси в Северна Македония, който извършва чрез няколко мониторингови станции, чиито наблюдения от получените данни са, че през последните години има намаление на валежите. Поради това в някои части има недостиг на вода и ниско водно ниво на реките.